# Brûlon
Brûlon település Franciaországban, Sarthe megyében. Lakosainak száma 1525 fő (2022. január 1.). Brûlon Joué-en-Charnie, Avessé, Chevillé, Mareil-en-Champagne, Saint-Denis-d’Orques és Saint-Ouen-en-Champagne községekkel határos.

## Népesség
A település népességének változása:
| Lakosok száma | 1577 | 1597 | 1647 | 1580 | 1550 | 1521 | 1533 | 1529 | 1525 |
|               | 2013 | 2015 | 2016 | 2017 | 2018 | 2019 | 2020 | 2021 | 2022 |